# كراوفورد (نيويورك)
كراوفورد (بالإنجليزية: Crawford, New York)‏ هي بلدة أمريكية تقع في الولايات المتحدة في مقاطعة أورانج، نيويورك. يقدر عدد سكانها بـ 9,316 نسمة ومساحتها 104.0 كم2 وترتفع عن سطح البحر 148 متر.